# Ischnura senegalensis
Ischnura senegalensis är en trollslända som hör till flicksländor och jungfrusländorna, släktet Ischnura och familjen sommarflicksländor (Coenagrionidae).

## Utbredning
Denna trollslända är en vitt spridd och vanlig art som förekommer i Afrika och i sydvästra, södra och östra Asien, från Japan till Indonesien. Arten lever i varierade habitat, nära vattensamlingar eller långsamt rinnande vattendrag. Den saknas bara i områden med täta skogar. Av IUCN listas arten på grund av sitt vida utbredningsområde och att den är vanlig inom stora delar av detta som livskraftig.

## Levnadssätt
Trollsländor hör till de insekter som har en livscykel med ofullständig förvandling. Honorna lägger ägg som kläcks till nymfer. Nymferna lever till skillnad från de fullvuxna trollsländorna i vatten. När nymferna är redo att förvandlas till fullvuxna insekter lämnar de vattnet och ombildas till imago.